# Carnesville (Georgia)
Carnesville es un pueblo ubicado en el condado de Franklin en el estado estadounidense de Georgia. En el censo de 2000, su población era de 541.

## Demografía
En el 2000 la renta per cápita promedia del hogar era de $36,719, y el ingreso promedio para una familia era de $42,188. El ingreso per cápita para la localidad era de $14,016. Los hombres tenían un ingreso per cápita de $32,500 contra $20,500 para las mujeres.

## Geografía
Carnesville se encuentra ubicado en las coordenadas 34°22′17″N 83°14′1″O / 34.37139, -83.23361 (34.371251, -83.233677).
Según la Oficina del Censo, la localidad tiene un área total de 6,3 km² (2,4 mi²), de la cual 6,3 km² (2,4 mi²) es tierra y 0 km² (0 mi²) (0.00%) es agua.